# Landschaftsschutzgebiet Bachtäler westlich Biesen

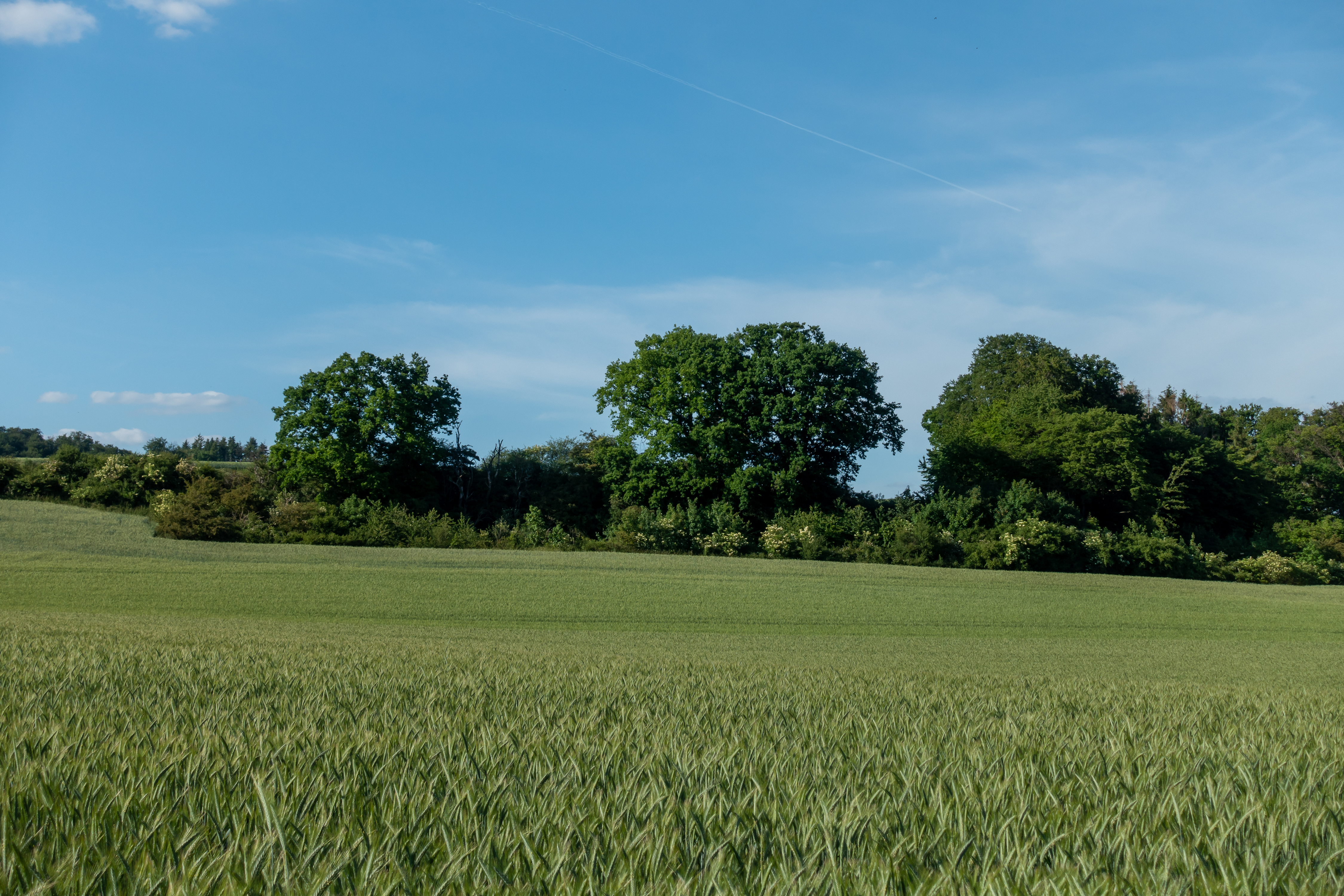
Landschaftsschutzgebiet Bachtäler westlich Biesen im Hintergrund

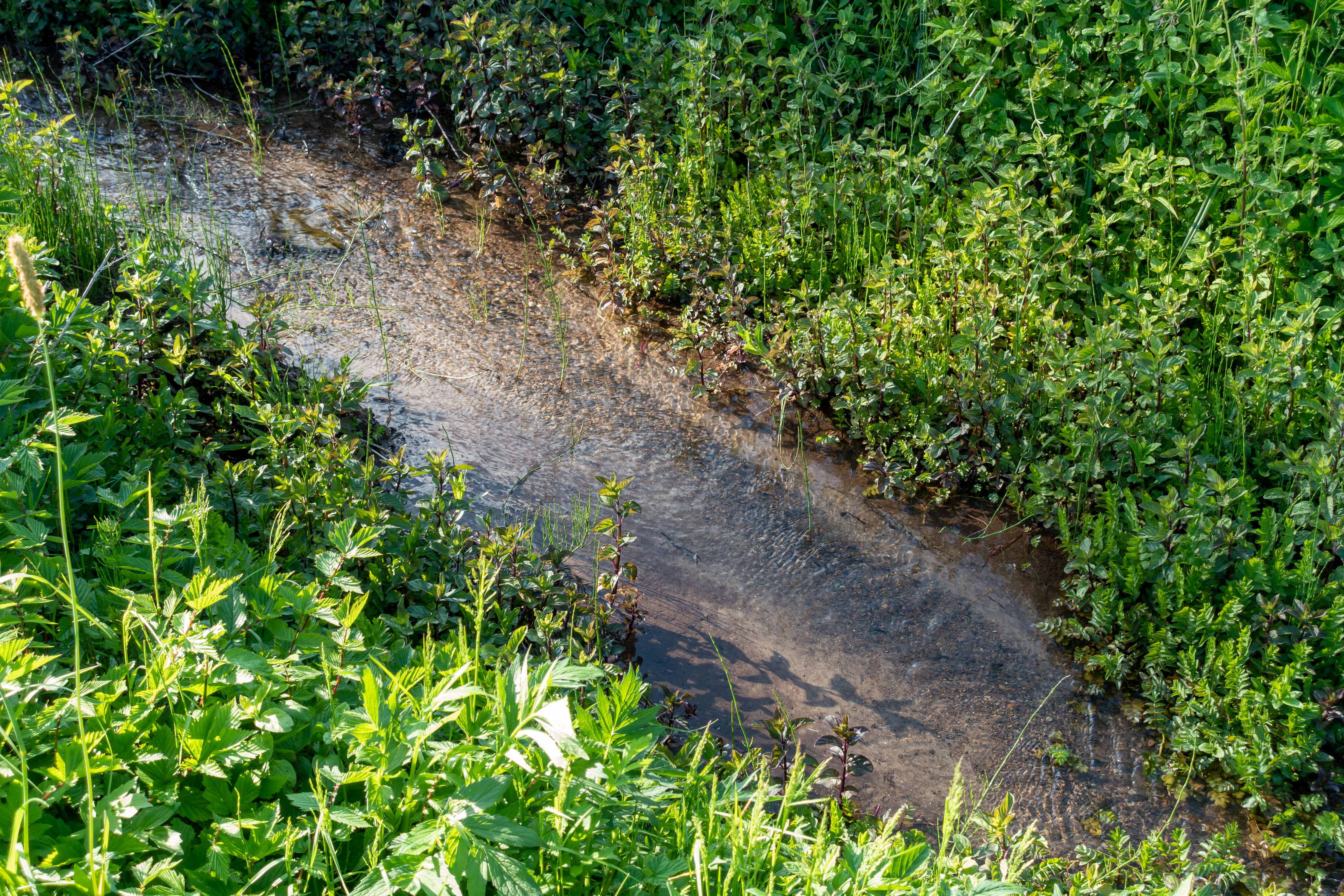
Bachlauf

Das Landschaftsschutzgebiet Bachtäler westlich Biesen mit etwa 17 ha Flächengröße liegt zwischen  Barkhausen und Biesen im Stadtgebiet von Detmold. Es wurde 2006 mit dem Landschaftsplan Detmold durch den Kreistag des Kreises Lippe als Landschaftsschutzgebiet (LSG) ausgewiesen.

## Beschreibung
Das LSG umfasst vier überwiegend in tiefen Kerbtälern gelegene Bachläufe und einen ehemaligen Steinbruch, der in einer getrennten Teilfläche liegt. Die namenlosen Bachläufe münden außerhalb des LSG im direkt angrenzenden Naturschutzgebiet Passade-/Dorlatal in der Passade. Noch im Schutzgebiet vereinigen sich die Bäche zu einem einzigen Bach. Woher durchfließt der Bach die drei Meierteiche. 
Der nördlichen Quellbach durchfließt sowohl Ackerflächen als auch Buchenwaldbereiche. Die beiden mittleren Bäche durchfließen Kerbtäler, die von dichtem Ufergehölz, vorwiegend aus Buche, begleitet werden. Das Bachbett dieser Bäche ist tief ins Gelände eingeschnitten. An diesen mittleren Bächen sind fast durchgehend extensiv genutzte Uferrandstreifen vorhanden. Der südliche Bach verläuft erst im Wald. Kurz vor den östlichen Waldende befindet sich ein ehemaliger brachgefallender Teich, wobei der Teichboden bereits von Bäumen bewachsen ist. Der weitere Verlauf ist zwar als LSG ausgewiesen, aber der Bach ist verrohrt. Der am südlichsten gelegene Bereich mit den Steinbruch ist mit Bäumen zugewachsen.
Zum Wert des Schutzgebietes führt der Landschaftsplan aus: „Das gesamte Gebiet hat eine hohe Bedeutung aufgrund der naturnahen Fließgewässer und als Rückzugsgebiet für wild lebende Tier- und Pflanzenarten in der ansonsten durch Ackerbau geprägten Umgebung.“

## Schutzzwecke für das LSG
Laut Landschaftsplan erfolgte die Ausweisung des LSG
- „zur Erhaltung und Wiederherstellung der Leistungsfähigkeit des Naturhaushaltes in ökologisch besonders wertvoll strukturierten Bereichen mit Wasser-, Klima- und Biotopschutzfunktionen,“
- „zur Erhaltung und Wiederherstellung von Quellbereichen und naturnahen Fließgewässern, Wald- und Grünlandbereichen unterschiedlicher Feuchtestufen, Feldgehölzen, Hecken und Obstwiesen,“
- „zur Erhaltung morphologisch ausgeprägter Bereiche zur Sicherung der landschaftlichen Eigenart und Vielfalt für die Erholung,“
- „zur Erhaltung wertvoller Biotopkomplexe aus Wald-Grünlandbereichen, Fließgewässern und Quellen sowie Biotopen nach § 62 LG mit wichtigen Refugial-, Puffer-, Trittstein- und Vernetzungsfunktionen,“
- „zur Erhaltung und Wiederherstellung wichtiger Rückzugsräume für die bedrohte Tier- und Pflanzenwelt,“
- „zur Sicherung der das Orts- und Landschaftsbild gliedernden und belebenden und die dörflichen Siedlungsstrukturen prägenden Freiraumelemente.“[1]

## Rechtliche Vorschriften
Im Landschaftsschutzgebiet ist unter anderem das Errichten von Bauten und Fischteichen verboten. Grün- und Brachland darf nicht in eine andere Nutzungsart umgewandelt oder umgebrochen werden.